# 野本村
野本村（のもとむら）とは、現在の埼玉県東松山市にかつて存在した村である。合併前は比企郡に属していた。

## 地理
- 河川：都幾川、市野川

## 川歴史
- 1889年（明治22年）4月1日 - 町村制施行により、比企郡下野本村、上野本村、柏崎村、古氷村、今泉村、下青鳥村、上押垂（かみおしだり）村、下押垂（しもおしだり）村が合併し、野本村が発足する。
- 1954年（昭和29年）7月1日 - 比企郡松山町・大岡村・唐子村・高坂村・野本村が合併し、東松山市となる。